# Estación Sabaneta (Metro de Medellín)
La estación Sabaneta es la vigésima de las estaciones de la línea A del Metro de Medellín de norte al sur. Está localizada en el municipio de Sabaneta y fue pensada para satisfacer la demanda de transporte de los habitantes del sector. Fue inaugurada en su operación comercial el 5 de agosto de 2012 y se destaca junto a la de La Estrella por tener un aspecto distinto y más moderno que el del resto de estaciones.
Se encuentra ubicada entre el costado oriental del río Medellín y la Avenida Regional en el cruce con la Calle 67 Sur.

## Diagrama de la estación
|       |                                                       |     |
|       | Plataforma lateral, las puertas se abren a la derecha |     |
| Norte | ← hacia Itagüí (Estación Niquía)                      | Sur |
| Norte | → hacia La Estrella (Terminal)                        | Sur |
|       | Plataforma lateral, las puertas se abren a la derecha |     |
|       |                                                       |     |

## Horario
| Horarios de estación                  | Lunes a viernes | Sábado | Domingo y festivos |
| ------------------------------------- | --------------- | ------ | ------------------ |
| Primer tren con dirección Niquía      | 04:31           | 04:31  | 05:02              |
| Primer tren con dirección La Estrella | 04:46           | 04:46  | 05:17              |
| Último tren con dirección Niquía      | 22:45           | 22:45  | 22:02              |
| Último tren con dirección La Estrella | 23:18           | 23:18  | 22:37              |

## Rutas integradas
| RUTA       | NOMBRE                                                   | DESTINO |
| ---------- | -------------------------------------------------------- | ------- |
| 318        | San Antonio de Prado - Compartir - Pradito - El Descanso |         |
| 319        | San Antonio de Prado - El Vergel                         |         |
| Inmaculada | La Inmaculada                                            |         |
| —          | Aves María                                               |         |
| —          | Casimbas                                                 |         |
| —          | Santa María La Nueva - Olivares - Zuleta                 |         |
| —          | Villa Lía - Santana - San Pío                            |         |

## Zonas de interés
- Iglesia María Auxiliadora
- La Centralidad Sur
- Cuerpo de Bomberos Voluntarios de Sabaneta